# Schineria
Schineria (лат.) — род тахин подсемейства Tachininae.

## Описание
Длина тела 8—11,5 мм. Лоб у самцов и самок широкий, сильно выступающий вперёд. Наличиник почти не выражен. У самок по бокам орбит имеется одна крепкая щетинка, а у самцов от 3 до 5 волосовидных щетинок. Затылок покрыт светлыми волосками. Второй членик усиков короче третьего. Грудной отдел тела чёрный, среднеспинка покрыта голубовато-серым налётом. Переднегрудь без волосков. Крылья на 2/3 затемнены в вершинной части. Коготки лапок передних ног короче их пятого членика. У самок последние членики лапок не расширены. Брюшко эллипсовидно-удлинённое, немного шире груди. На втором тергите нет срединного вдавления. Под щитком у основания брюшка имеется светлый налёт. Вершина церок у самцов закруглена и на ней имеется когтевидный зубец.

## Биология
Хозяева личинок не известны. Имаго летают с июля по сентябрь, питаются на зонтичных и сложноцветных.

## Классификация
Род описан Камилло Рондани в 1857 году. Взгляды на положение этого рода в системе семейства неоднократно менялись. В 1893 году немецкие диптерологи Фридрих Брауэр и Юлиус Бергенштам выделили род в особую одноимённую секцию. В 1907 году Теодор Беккер отнёс этот род к подсемейству Phasiinae. В 1931 году Жозеф Вильнёв поместил род в трибу Tachinini. В состав рода включают 4 вида.
- Schineria gobica Zimin, 1947
- Schineria majae Zimin, 1947
- Schineria nigriventris Kolomiets, 1984
- Schineria tergestina Rondani, 1857

## Распространение
Представители рода встречаются в Европе, Сибири, Дальнем Востоке и Китае.